# Protaetia lewisi
Protaetia lewisi är en skalbaggsart som beskrevs av Oliver Erichson Janson 1888. Protaetia lewisi ingår i släktet Protaetia och familjen Cetoniidae. Utöver nominatformen finns också underarten P. l. leachi.

## Bildgalleri

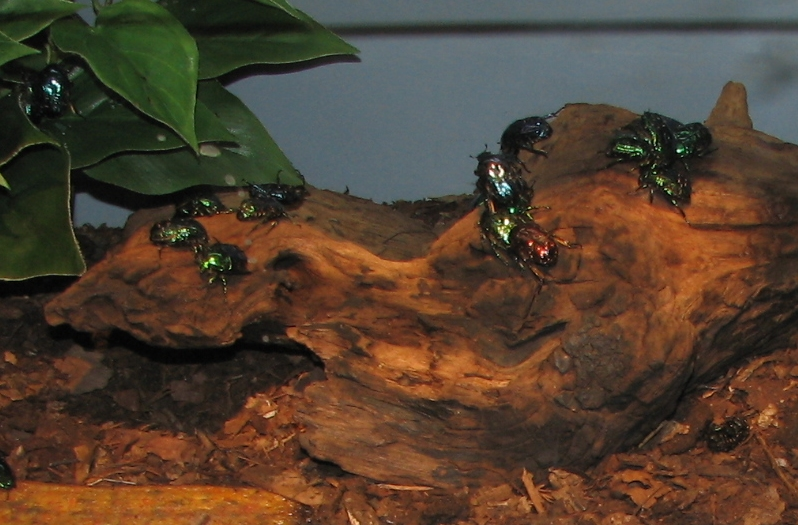
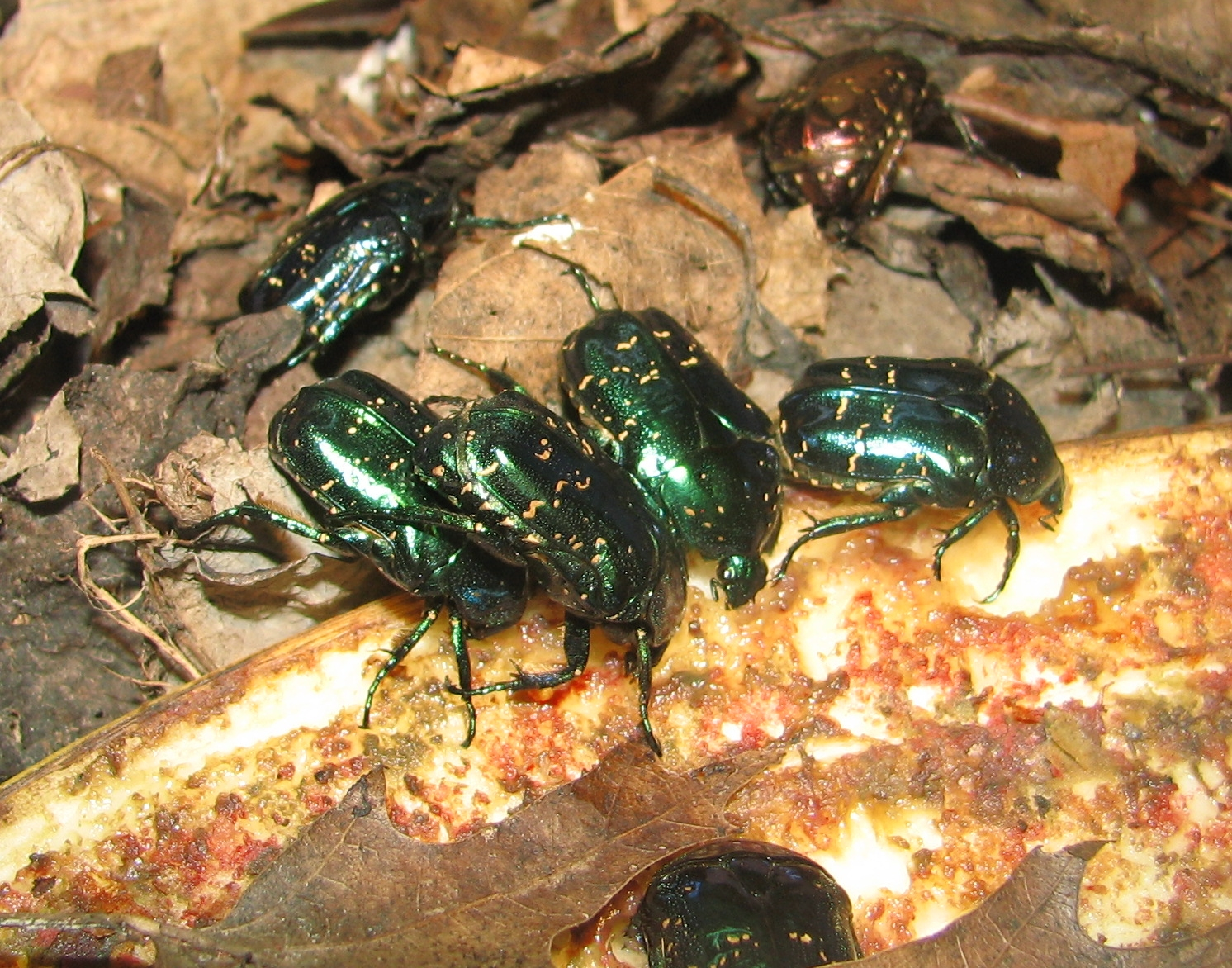